# Edin Terzić
Edin Terzić (phát âm [êdiːn těrziːtɕ], sinh ngày 30 tháng 10 năm 1982) là một huấn luyện viên bóng đá chuyên nghiệp và cựu cầu thủ bóng đá người Đức gốc Croatia gần đây nhất là huấn luyện viên trưởng của câu lạc bộ Borussia Dortmund tại Bundesliga cho đến tháng 6 năm 2024.

## Sự nghiệp

### Sự nghiệp cầu thủ
Trong sự nghiệp cầu thủ của mình, Terzić đã chơi 188 trận và ghi được 23 bàn thắng, tại Oberliga và Regionalliga cho FC Iserlohn 46/49, Westfalia Herne, SG Wattenscheid 09, BV Cloppenburg và Borussia Dröschede với tư cách là tiền đạo.

### Sự nghiệp huấn luyện viên

#### Tuyển trạch viên bóng đá và trợ lý huấn luyện viên
Trong sự nghiệp cầu thủ của mình, Terzić đã làm việc tại Borussia Dortmund với tư cách là huấn luyện viên đội trẻ và tuyển trạch viên dưới thời Sven Mislintat để phục vụ cho huấn luyện viên trưởng lúc đó là Jürgen Klopp. Trong thời gian đó, ông đã giúp Dortmund ký hợp đồng với các cầu thủ Robert Lewandowski, Łukasz Piszczek, Kagawa Shinji, İlkay Gündoğan, Ivan Perišić, Marco Reus và Nuri Şahin. Từ mùa giải 2010–11, Terzić là trợ lý huấn luyện viên cho người bạn học cũ Hannes Wolf ở đội trẻ cấp độ A tại giải đấu A-Junior Bundesliga cho đến cuối tháng 2 năm 2011 trước khi tiếp quản đội thứ hai ở giải hạng tư Regionalliga West cho đến cuối mùa giải. Từ mùa giải 2011–12, Wolf và Terzić phụ trách huấn luyện đội trẻ cấp độ B của Dortmund.
Sau hai năm gắn bó với đội U-17, cả hai chia tay khi Terzić được lên kế hoạch huấn luyện đội U-16 của câu lạc bộ từ mùa giải 2013–14. Tuy nhiên, vào giữa tháng 7 năm 2013, ông chuyển đến câu lạc bộ Thổ Nhĩ Kỳ Beşiktaş tại Süper Lig để trở thành trợ lý huấn luyện viên cho Slaven Bilić. Cả hai đã gặp nhau trong thời gian Terzić làm tuyển trạch viên. Trong suốt thời gian gắn bó với Beşiktaş, Terzić cùng Bilić đã giúp đội đứng thứ ba hai lần tại giải VĐQG và lọt vào vòng 16 đội Europa League 2014–15.
Mùa giải 2015–16, Terzić theo chân đồng nghiệp Bilić tới West Ham United tại Ngoại hạng Anh. Đội bóng London đã có những màn trình diễn trái chiều và vào mùa thu năm 2017, đội bóng này đã rơi vào khu vực xuống hạng. Cả Bilić và trợ lý huấn luyện viên của ông sau đó đều phải nhường chỗ cho người kế nhiệm. Terzić sau đó nói rằng ông đã học được rất nhiều điều trong thời gian ở Anh từ các huấn luyện viên José Mourinho, Pep Guardiola và Arsène Wenger.

#### Quay trở lại Borussia Dortmund

##### Trợ lý huấn luyện viên
Vào mùa giải 2018–19, Terzić trở lại Borussia Dortmund cùng với Manfred Stefes để trở thành trợ lý cho huấn luyện viên trưởng mới Lucien Favre. Dưới sự dẫn dắt của ban huấn luyện, BVB đã giành Siêu cúp DFL mùa hè 2019, hai lần là á quân Bundesliga và luôn có được suất tham dự Champions League.

##### Huấn luyện viên tạm quyền
Sau khi Favre bị sa thải sau trận thua 5–1 trước VfB Stuttgart vào tháng 12 năm 2020, Terzić được bổ nhiệm làm huấn luyện viên tạm quyền cho đến cuối mùa giải 2020–21. Vào ngày 13 tháng 5 năm 2021, Terzić đã vô địch DFB-Pokal 2020–21 cùng Borussia Dortmund. Sau đó, ông được kế nhiệm lâu dài bởi cựu huấn luyện viên Borussia Mönchengladbach là Marco Rose.

##### Giám đốc kỹ thuật
Thay vì trở lại vị trí trợ lý giám đốc thể thao cho mùa giải 2021–22, Terzić chuyển sang làm giám đốc kỹ thuật.

#### Huấn luyện viên trưởng
Sau khi Borussia Dortmund và Rose đồng ý chia tay sau mùa giải, Terzić được tái bổ nhiệm làm huấn luyện viên trưởng với một hợp đồng lâu dài có thời hạn đến năm 2025. Dưới sự dẫn dắt của Terzić, Borussia Dortmund đã có nửa đầu mùa giải đầy hỗn loạn và cán đích ở vị trí thứ 5 sau thời điểm đó. Tiếp theo, Borussia Dortmund có một nửa cuối mùa giải cực kỳ thành công với tư cách là đội lấy điểm nhiều nhất. Vào ngày thi đấu áp chót, Borussia Dortmund lần thứ ba dẫn đầu bảng trong mùa giải này với lợi thế 2 điểm. Tuy nhiên, đội bóng của ông đã hòa 1. FSV Mainz 05 trong trận cuối cùng của mùa giải trong khi Bayern Munich đánh bại 1. FC Köln với tỷ số 2–1 với bàn thắng ở phút 89 để trở thành nhà vô địch nước Đức lần thứ 11 liên tiếp. Ở vòng bảng UEFA Champions League 2022–23, BVB đứng thứ hai sau Manchester City, trước Sevilla và Copenhagen. Mặc dù giành chiến thắng 1–0 trước Chelsea trên sân nhà, Dortmund gặp thất bại 0–2 trên chuyến làm khách tại Stamford Bridge khiến Dortmund bị loại bởi Chelsea ở vòng 16 đội. Borussia Dortmund bị loại ở vòng tứ kết DFB-Pokal sau khi gặp thất bại 0–2 trước đội vô địch chung cuộc RB Leipzig.
Borussia Dortmund kết thúc mùa giải 2023–24 ở vị trí thứ 5 trên bảng xếp hạng Bundesliga và bị loại ở vòng 16 đội DFB-Pokal. Tại Champions League, Terzić giúp đội lọt vào trận chung kết và gặp thất bại trước Real Madrid, điều mà chỉ có các cựu huấn luyện viên Ottmar Hitzfeld năm 1997 và Jürgen Klopp năm 2013 đạt được.
Ông từ chức tại Dortmund vào tháng 6 năm 2024.

## Đời tư
Terzić sinh ngày 30 tháng 10 năm 1982 tại Menden, Tây Đức, trong một gia đình thuộc tầng lớp lao động nhập cư từ Nam Tư, có cha Ibrišim Terzić (1949–2022) là người Bosniak đến từ Doganovci và mẹ là người Croatia đến từ Osijek. Ông mang quốc tịch Croatia. Ông là cựu sinh viên Trường Đại học Ruhr Bochum, nơi ông theo học ngành Khoa học thể thao. Khi còn là sinh viên, Terzić đã gặp người vợ tương lai của mình, người mà anh kết hôn vào tháng 8 năm 2013 tại Lâu đài Nordkirchen. Cặp vợ chồng có hai cô con gái. Anh trai của Terzić, Alen, cũng làm việc cho Borussia Dortmund với tư cách là tuyển trạch viên, nhà phân tích đối thủ và huấn luyện viên đội U-23.

## Thống kê sự nghiệp huấn luyện
Tính đến 1 tháng 6 năm 2024
| Đội                           | Từ                   | Đến                 | Thống kê | Thống kê | Thống kê | Thống kê | Thống kê | Thống kê | Thống kê | Thống kê | Nguồn  |
| Đội                           | Từ                   | Đến                 | Trận     | T        | H        | B        | BT       | BB       | HSBT     | % thắng  | Nguồn  |
| ----------------------------- | -------------------- | ------------------- | -------- | -------- | -------- | -------- | -------- | -------- | -------- | -------- | ------ |
| Borussia Dortmund (tạm quyền) | 13 tháng 12 năm 2020 | 30 tháng 6 năm 2021 | 32       | 20       | 4        | 8        | 74       | 42       | +32      | 062,50   | [ 20 ] |
| Borussia Dortmund             | 23 tháng 5 năm 2022  | 13 tháng 6 năm 2024 | 96       | 55       | 20       | 21       | 193      | 111      | +82      | 057,29   |        |
| Tổng cộng                     | Tổng cộng            | Tổng cộng           | 128      | 75       | 24       | 29       | 265      | 154      | +111     | 058,59   | —      |

## Danh hiệu

### Huấn luyện viên
Borussia Dortmund
- DFB-Pokal: 2020–21[8]
- Á quân UEFA Champions League: 2023–24[21]